# Acomys dimidiatus
Acomys dimidiatus (Голчаста миша східна, Голчаста миша арабська; Cretzschmar, 1826) — вид мишей родини Мишеві (Muridae).

## Історія вивчення
Вперше вид був описаний Філіпом Кречмаром в 1826 році на Синайському півострові. Пізніше вид описувався різними науковцями і отримав багато інших назв, які на сьогодні є його синонімами:
- A. hispidus Brandts, 1827
- A. megalotis Lichtenstein, 1829
- A. flavidus Thomas, 1917
- A. homericus Thomas, 1923
- A. carmeliensis Haas, 1952
- A. whitei Harrison, 1980

## Поширення
Населяє Синайський півострів Єгипту (Saleh and Basuony, 1998, як А. cahirinus), Йорданію та Ізраїль (Mendelssohn and Yom-Tov, 1999, як А. cahirinus), Ліван, Сирію, Саудівську Аравію та Ємен (Al-Jumaily, 1998, як А. cahirinus), Оман та ОАЕ (Stuart and Stuart, 1995, як А. cahirinus), південний Ірак, південний Іран та південний Пакистан.

## Опис
Проживає в норах в пустелях та лісах долин річок. Це єдиний вид роду Acomys, який може мати чорне забарвлення. Живиться комахами, слимаками, рослинами, але найбільше насінням.

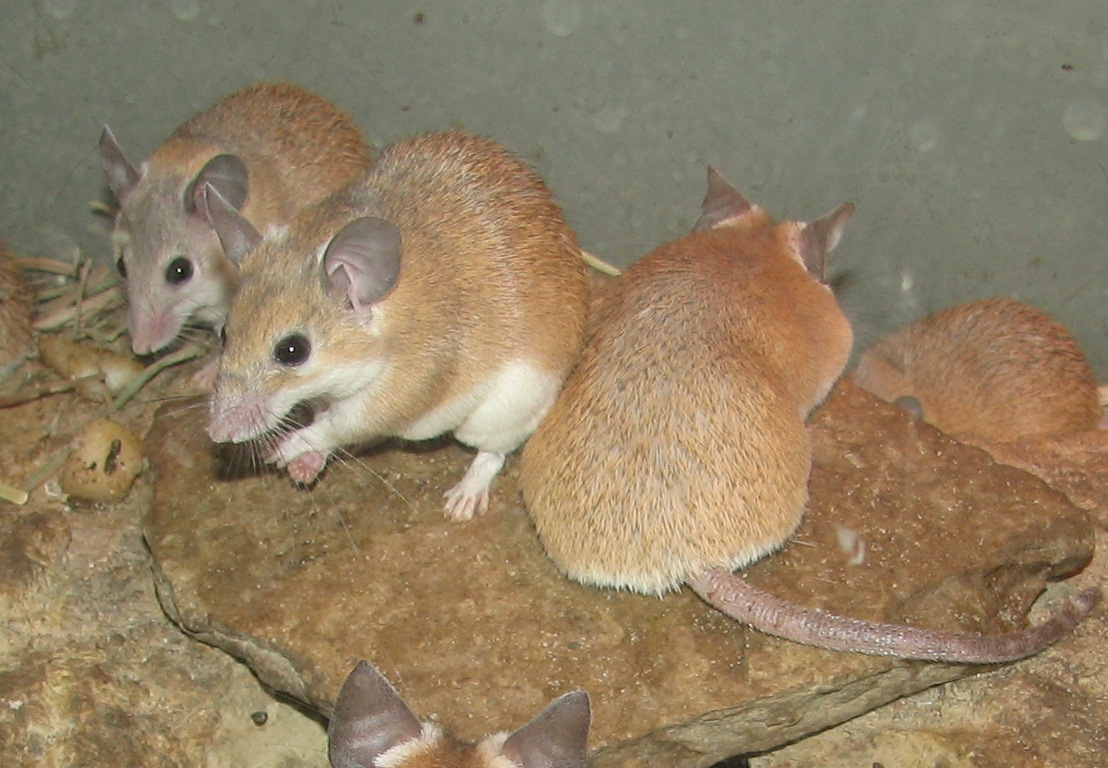
В зоопарку Льюїсвілла (Кентуккі)
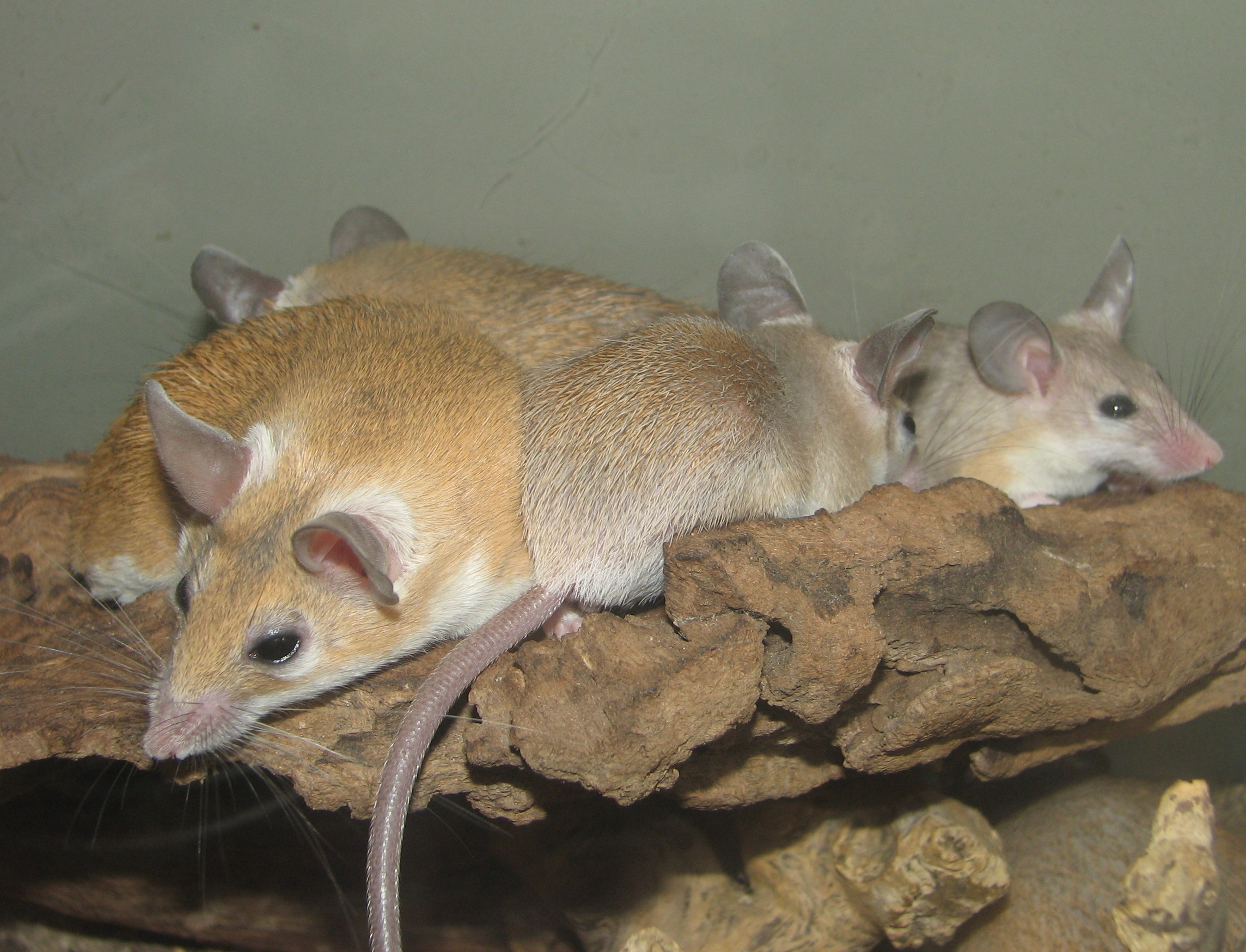
В зоопарку Льюїсвілла (Кентуккі)